# Општинско веће (Србија)
Општинско веће са председником општине чини извршни орган општина у Србији.

## Састав, одлучивање, избор и прекид мандата општиског већа
Састав општинског већа је:
- председник општине (истовремено је и председник општинског већа)
- заменик председника општине (члан општинског већа по функцији)
- чланови општинског већа

Општинско веће може да има до пет чланова за општине до 15.000 становника, до седам за општине до 50.000 становника, до девет за општине до 100.000 становника, у складу са подацима последњег пописа становништва.
Председник општине представља општинско веће, сазива и води његове седнице, а такође је одговоран за законитост рада општинског већа и дужан је да обустави примену одлуке општинског већа за коју сматра да није сагласна са законима.
Општинско веће може да одлучује ако седници присуствује већина од укупног броја његових чланова. Општинско веће одлучује већином гласова присутних чланова, ако законом или статутом општине за поједина питања није предвиђена друга већина. Организација, начин рада и одлучивања општинског већа, детаљније се уређује његовим пословником, у складу са Законом о локалној самоуправи и статутом.

### Избор општинског већа
Избор општинског већа се обавља у скупштини општине на мандат од 4 године тајним гласањем, већином од укупног броја одборника. Кандидате за чланове већа предлаже кандидат за председника општине. Приликом изгласавања кандидата за председника општине, гласа се уједно и за општинско веће.
Чланови већа које бира скупштина не могу истовремено бити и одборници, а могу бити задужени за једно или више одређених подручја из надлежности општине. Одборник који је изгласан за члана општинског већа, губи свој мандат. Чланови општинског већа могу бити на сталном раду у општини.

### Прекид мандата општинског већа
Разрешењем председника општине престаје мандат и општинског већа, али постоји могућност и да се члан општинског већа разреши пре истека времена на које су биран, на предлог председника општине или најмање једне трећине одборника скупштине општине, на исти начин на који су изабрани. Истовремено са предлогом за разрешење члана општинског већа, председник општине је дужан да скупштини општине поднесе предлог за избор новог члана општинског већа, која истовремено доноси одлуку о разрешењу старог и о избору новог члана већа.
Члан општинског већа може поднети оставку, где председник скупштине општине обавештава одборнике на почетку прве наредне седнице скупштине општине о поднетој оставци, али члан општинског већа у оставци обавља своје дужности и врше текуће послове све док се не изабере нови члан општинског већа.

## Надлежности општинског већа
Надлежности општинског већа су:
- предлагање статута, буџета и друге одлуке и акте које доноси скупштина
- непосредно извршава и стара се о извршавању одлука и других аката скупштине општине
- доноси одлуку о привременом финансирању у случају да скупштина општине донесе буџет пре почетка фискалне године
- врши надзор над радом општинске управе, поништава или укида акте општинске управе који нису у сагласности са законом, статутом и другим општим актом или одлуком које доноси скупштина општине
- решава у управном поступку у другом степену о правима и обавезама грађана, предузећа и установа и других организација у управним стварима из надлежности општине
- прати реализацију програма пословања и врши координацију рада јавних предузећа чији је општина оснивач
- подноси тромесечни извештај о раду јавних предузећа скупштини општине, ради даљег извештавања у складу са законом којим се уређује правни положај јавних предузећа
- стара се о извршавању поверених надлежности из оквира права и дужности Републике, односно аутономне покрајине
- поставља и разрешава начелника општинске управе, односно начелнике управа за поједине области
- врши и друге послове, у складу са законом